# Lijst van beelden in Sint-Michielsgestel
Dit is een (onvolledige) chronologische lijst van beelden in Sint-Michielsgestel. Onder een beeld wordt hier verstaan elk driedimensionaal kunstwerk in de openbare ruimte van de Nederlandse gemeente Sint-Michielsgestel, waarbij beeld wordt gebruikt als verzamelbegrip voor sculpturen, standbeelden, installaties, gedenktekens en overige beeldhouwwerken.
Voor een volledig overzicht van de beschikbare afbeeldingen zie de categorie Beelden in Sint-Michielsgestel op Wikimedia Commons.
| Geplaatst | Omschrijving                  | Kunstenaar                      | Straat                               | Plaats              | Materiaal   | Afbeelding |
| --------- | ----------------------------- | ------------------------------- | ------------------------------------ | ------------------- | ----------- | ---------- |
| 1870?     | Pastoor Johannes van Kessel   |                                 |                                      | Gemonde             |             |            |
| 1899      | Sint Jacobus de Meerdere      |                                 | Heilig Hartplein                     | Den Dungen          |             |            |
| 1909      | Michaël                       |                                 | Theerestraat                         | Sint-Michielsgestel |             |            |
| 1915      | Martinus van Beek             | Michiel van Bokhoven            | Theerestraat                         | Sint-Michielsgestel | kalksteen   |            |
| 1922      | Heilig Hartbeeld              | Atelier Van Bokhoven en Jonkers | Heilig Hartplein / Grinsel           | Den Dungen          | natuursteen |            |
| 1937      | Petrus Donders                |                                 | Nieuwstraat                          | Sint-Michielsgestel |             |            |
| 1966      | De Fontein                    | Felix van der Linden            | De Beemden                           | Sint-Michielsgestel |             |            |
| 1968      | Bremer Stadsmuzikanten        |                                 | Christinastraat                      | Sint-Michielsgestel |             |            |
| 1970      | Meisje met de zwaan           | Niek van Leest                  | Johan Frisoplein                     | Sint-Michielsgestel |             |            |
| 1980      | Mertvrouwtje                  | Niek van Leest                  | Heilig Hartplein                     | Den Dungen          |             |            |
| 1980      | Mieke                         | René Pullens                    | Braakven                             | Berlicum            | brons       |            |
| 1987      | Sprong                        | JeanMarianne Bremers            | Sassenheimseweg                      | Berlicum            |             |            |
| 1989      | De katapult                   | Willen Dieleman                 | Wamberg                              | Berlicum            | rvs         | Katapult   |
| 1989      | De Tamboer                    | Harry Storms                    | Kerkwijk                             | Berlicum            |             |            |
| 1990      | t Bekkerke van 't Moskentje   | Ton Buijnsters                  | St. Jacobusstraat                    | Maaskantje          |             |            |
| 1993      | Boerke van Balkum             | Willy van der Putt              | Mercuriusplein                       | Berlicum            | brons       |            |
| 1995      | Monument voor kinderen De Man | Willen Dieleman                 | Schoolstraat                         | Berlicum            | brons       |            |
| 2001      | Hazenkop op                   | Eric Dolfij                     | Kamperfoeliestraat, wijk Hazenakkers | Sint Michielsgestel | brons       |            |
| 2001      | De beer van Balkum            | Cor van Oosterhoud              | Schuurkerkpad                        | Berlicum            | Combe Brune |            |
| 2003      | Een reis om de wereld         | Jerome Symons                   | Driezeeg                             | Middelrode          |             |            |
| 2004      | Verzetsmonument               |                                 | Hooghemertseweg                      | Gemonde             |             |            |
| 2005      | Willem Wolfs                  | Eveline van de Griend           | Victoriastraat                       | Sint-Michielsgestel |             |            |
| 2006      | Dans der Schepselen           | Albert Kramer                   | Laamhof                              | Gemonde             |             |            |